# Joachim Lehmann (Fußballspieler)
Joachim Lehmann (* 1. Februar 1930) ist ein ehemaliger deutscher Fußballspieler, der 1957 und 1958 für den SC Chemie Halle-Leuna 31 Spiele in der DDR-Oberliga, der höchsten Spielklasse im DDR-Fußball, bestritt. 1956 wurde er mit dem SC Chemie DDR-Fußballpokalsieger.

## Sportliche Laufbahn
Bis zur Saison 1954/55 spielte Joachim Lehmann bei der Betriebssportgemeinschaft (BSG) Chemie Leuna. Zuletzt verhalf er der BSG zum Aufstieg von der viertklassigen Bezirksliga Halle in die II. DDR-Liga. Nach dem Saisonende wurde Lehmann zum Fußballschwerpunkt des Bezirkes, dem SC Chemie Halle-Leuna, delegiert.
Die Hallenser waren gerade in die I. DDR-Liga abgestiegen und mussten zunächst im Herbst 1955 eine dreizehn Spiele umfassende Übergangsrunde zum Umstieg in den Kalenderjahr-Spielrhythmus absolvieren. Lehmann wurde in neun Spielen eingesetzt und wurde zusammen mit Werner Lehrmann (12 Einsätze) mit sieben Treffern bester Torschütze des SC Chemie. In der anschließenden Saison 1956 gehörte Lehmann zu den Aktivposten der Mannschaft, die den sofortigen Wiederaufstieg in die Oberliga schaffte. Lehmann bestritt alle 26 Punktspiele und wies mit 15 Treffern erneut seine Torgefährlichkeit nach. Die Mannschaft krönte ihre erfolgreiche Saison mit dem Gewinn des DDR-Fußballpokals durch einen 2:1-Sieg über den ZASK Vorwärts Berlin. Lehmann wurde in diesem Spiel als Mittelstürmer eingesetzt, konnte sich aber nicht als Torschütze auszeichnen.
Auch in seiner ersten Oberligasaison 1957 tat sich Lehmann als Torschütze schwer. Bei insgesamt 26 Punktspielen wurde er 18-mal aufgeboten, erzielte aber nur zwei Tore. In der Hinrunde spielte er fast immer als Mittelstürmer, in der Rückrunde war er nur noch Ersatzspieler und stand in sechs Punktspielen nur zweimal in der Startelf. Die Spielzeit 1958 lief für Lehmann in gleicher Weise. Er kam nur zu 13 Oberligaeinsätzen, davon neun in der Hinrunde. Zehnmal stand er in der Anfangsformation und spielte entweder Mittelstürmer oder auf Rechtsaußen. Erneut gelangen ihm nur zwei Punktspieltore.
Die Saison 1958 beendete der SC Chemie, der im Laufe der Saison nach einer Fusion mit dem SC Wissenschaft Halle den Zusatz „Leuna“ abgelegt hatte, wieder als Absteiger. Bei der abermaligen umgehenden Rückkehr in die Oberliga war Joachim Lehmann nicht mehr dabei. 1959 wechselte er zur Hochschulsportgemeinschaft (HSG) Wissenschaft Halle in die II. DDR-Liga. Mit Lehmann wurde die HSG Staffelsieger, konnte sich aber in den Aufstiegsspielen zur I. DDR-Liga nicht durchsetzen. Nach einem dritten Platz 1960 stieg Wissenschaft Halle in der Saison 1961/62 (Rückkehr zum Sommer-Frühjahr-Spielrhythmus) in die Bezirksliga Halle ab. Lehmann kehrte nicht mehr in den höherklassigen Fußball zurück.